# Geoparc de la Costa Basca
El Geoparc de la Costa Basca, és un geoparc localitzat al nord d'Espanya, al País Basc, que abasta la franja costanera de la Mar Cantàbrica fins a les estriacions de les muntanyes basques dels municipis de Zumaia, Deva i Mutriku. Està integrat a la Xarxa global de Geoparcs de la Unesco des del 2010 i administrat pels tres ajuntaments implicats.

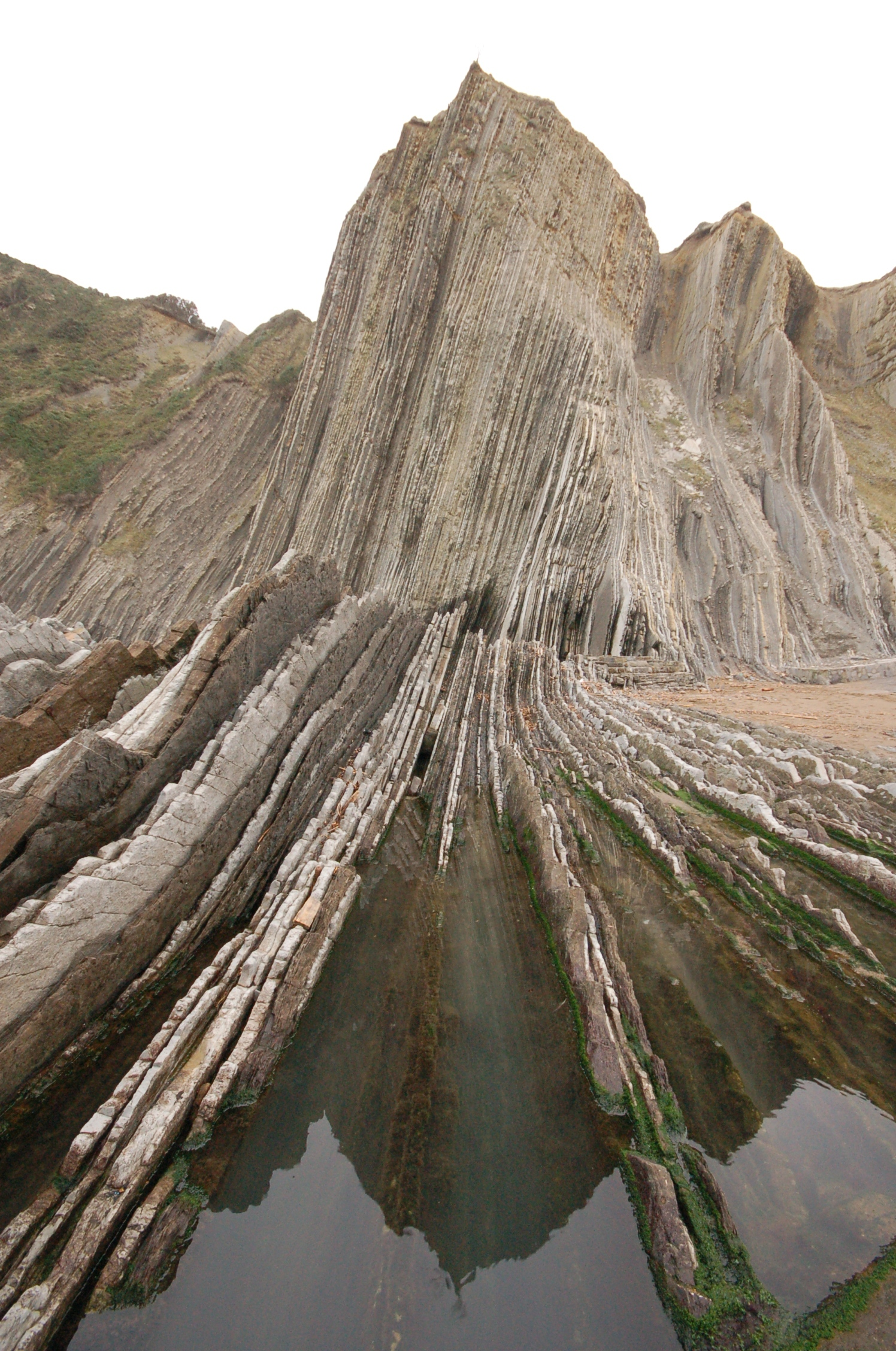
Flyschs a Zumaia

## Geologia
Hi destaquen els tretze quilòmetres de penya-segats en els quals afloren roques sedimentàries en fàcies de tipus flysch, i que reflecteixen de forma contínua uns seixanta milions d'anys de la història de la Terra, des de l'Albià (Cretaci inferior) fins a l'Ipresià (Eocè Inferior), registrant-se almenys quatre límits majors de l'escala cronoestratigràfica global, inclòs el pas del Cretaci al Paleogen (límit K/Pg), quan va tenir lloc l'episodi d'extinció en massa que va acabar amb els dinosaures fa 66 milions d'anys. És la secció estratigràfica contínua amb més límits cronoestratigràfics correlatius en l'àmbit mundial.
En els afloraments rocosos de la platja d'Itzurun de Zumaia, la Unió Internacional de Ciències Geològiques ha establert la secció i punt d'estratotip de límit global de les bases dels pisos Selandià (datada en ~61,6 milions d'anys) i Thanetià (datada en 59,2 milions d'anys), segon i tercer pisos de la sèrie Paleocè, respectivament, referents mundials per a aquestes unitats cronoestratigràfiques de l'escala temporal geològica. A la secció de Zumaia també es troba registrat el trànsit entre els pisos Thanetià i Ipresià —i, per tant, entre les sèries Paleocè i Eocè—, datat en 56 milions d'anys, i que ha aportat valuosa informació sobre el màxim tèrmic que va esdevenir en aquest moment de la història de la Terra. Dins el conjunt del geoparc s'han descrit un total de 54 llocs d'interès geològic (LIG), que inclouen roques sedimentàries, roques volcàniques (ofiolites), relleus càrstics (dolines, pòlies), estructures tectòniques (plecs, falles) o formacions minerals (septaries), entre d'altres. L'aflorament del límit Cretàcic-Paleògen s'ha proposat a més com a «Global Geosite» per l'Institut Geològic i Miner d'Espanya, amb la denominació «KT002: Límite Cretácico/Terciario de Zumaya» dins del grup de contextos geològics «El Límite Cretácico–Paleógeno (K/Pg)».Dins l'àmbit del geoparc destaca la cova d'Ekain, situada a la zona càrstica, a Deva, declarada patrimoni de la humanitat per la UNESCO.
Centres d'interpretació
- Algorri, a Zumaia. Límit K/Pg i formació del flysch.[11]
- Nautilus, al port de Mutriku.